# Барабас, Том
Том Ба́рабас (англ. Tom Barabas) — американский пианист/клавишник и композитор венгерского происхождения.
Детство Барабаса (по-венгерски фамилия произносится Ба́рабаш) прошло в Венгрии. В 1949 году он эмигрировал в Венесуэлу. До занятия роком, джазом и направлением New Age изучал классическую музыку в Консерватории Каракаса в Венесуэле. В 1960-х иммигрировал в США, некоторое время жил и сочинял музыку в Сан-Диего. В настоящее время проживает в Беллингэме, штат Вашингтон.

## Дискография
- You Are The End Of The Rainbow (1987)
- Soaring (1987)
- Magic In December (1991)
- Sedona Suite (1992)
- Wind Dancer (1993)
- Piano Impressions (1994)
- Classica Nouveaux (1994)
- Mosaic (1995)
- Journey Back To Sedona (1996)
- It’s a New Life (1998)
- Live (1999)
- Classical Healing (2000)
- Goodnight My Angel (2001)
- The Very Best Of (2004)

Tom Barabas and Dean Evenson
- Wind Dancer (1992)
- Soaring (1996)
- Back to the Garden (1997)
- Butterfly (2002)